# Igor Kolaković

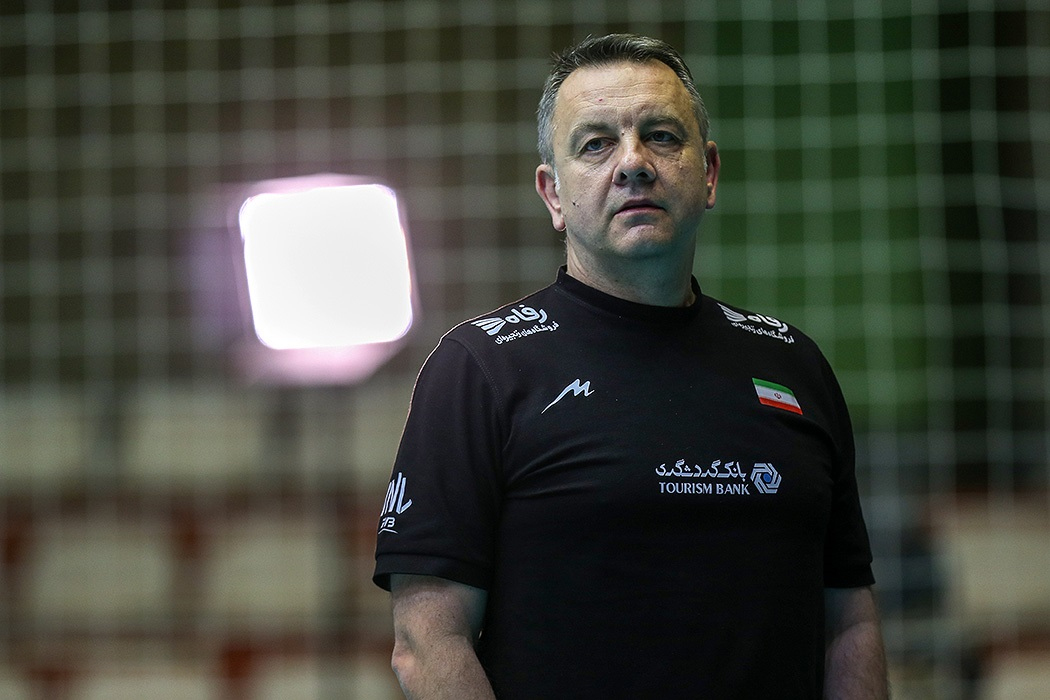
Igor Kolaković trenerem reprezentacji Iranu

Igor Kolaković (ur. 4 czerwca 1965 w Titogradzie) – czarnogórski siatkarz, trener.

## Kariera zawodnicza
Igor Kolaković karierę zawodniczą rozpoczął w 1979 roku w Budućnosti Podgorica, w której grał do 1987 roku. Następnie został zawodnikiem OK Partizana Belgrad, z którym dwukrotnie zdobył mistrzostwo (1990, 1991), raz brązowy medal mistrzostw Jugosławii (1989), dwukrotnie Puchar Jugosławii (1989, 1990) oraz srebrny medal Pucharu CEV (1990). W 1991 roku wrócił do Budućnosti Podgorica, by w 1993 roku wrócił do OK Partizana Belgrad, a w 1994 roku po raz trzeci został zawodnikiem Budućnosti, gdzie w 1997 roku zakończył zawodniczą karierę.

## Kariera trenerska
Igor Kolaković po zakończeniu kariery zawodniczej rozpoczął karierę trenerską. W latach 2000–2008 był trenerem Budućnosti Podgorica, z którą trzykrotnie Mistrzostw Serbii i Czarnogóry (2002, 2005, 2006) zdobył mistrzostwo Serbii i Czarnogóry, dwukrotnie mistrzostwo Czarnogóry (2007, 2008), a także dwukrotnie Puchar Czarnogóry (2007, 2008).
W 2006 roku został trenerem reprezentacji Serbii, z którą odnosił sukcesy na imprezach międzynarodowych: mistrzostwo Europy 2011 oraz dwukrotnie brązowe medale tej imprezy (2007, 2013), brązowy medal mistrzostw świata 2010 oraz dwukrotnie srebrne (2008, 2009) i brązowy medal Ligi Światowej (2010). Z funkcji trenera reprezentacji Serbii zrezygnował po nieudanych mistrzostwach świata 2014 w Polsce, na których jego drużyna zakończyła udział w II fazie tej imprezy.
Igor Kolaković trenował także słoweński ACH Volley Bled, z którym dwukrotnie zdobył mistrzostwo Słowenii (2011, 2012).

## Sukcesy zawodnicze

### klubowe
| Klub                | Osiągnięcie            | Trofeum      | Sezon/Rok                      |
| OK Partizan Belgrad | Puchar Jugosławii      | złoto        | 1988/1989, 1989/1990           |
| OK Partizan Belgrad | Mistrzostwo Jugosławii | złoto · brąz | 1989/1990, 1990/1991 1988/1989 |
| OK Partizan Belgrad | Puchar CEV             | srebro       | 1989/1990                      |

## Sukcesy trenerskie

### klubowe/reprezentacyjne
| Klub/Reprezentacja         | Osiągnięcie                     | Trofeum        | Sezon/Rok                       |
| Budućnost Podgorica        | Puchar Serbii i Czarnogóry      | złoto          | 2000                            |
| Budućnost Podgorica        | Mistrzostwa Serbii i Czarnogóry | złoto          | 2001/2002, 2005/2006, 2006/2007 |
| Budućnost Podgorica        | Mistrzostwa Czarnogóry          | złoto          | 2006/2007, 2007/2008            |
| Budućnost Podgorica        | Puchar Czarnogóry               | złoto          | 2007, 2008                      |
| Serbia                     | Mistrzostwa Europy              | złoto · brąz   | 2011 2007, 2013                 |
| Serbia                     | Liga Światowa                   | srebro · brąz  | 2008, 2009 2010                 |
| Serbia                     | Mistrzostwa Świata              | brąz           | 2010                            |
| ACH Volley Bled            | Puchar Słowenii                 | złoto          | 2010/2011, 2011/2012            |
| ACH Volley Bled            | MEVZA - Liga Środkowoeuropejska | złoto · srebro | 2010/2011 2011/2012             |
| ACH Volley Bled            | Mistrzostwa Słowenii            | złoto          | 2010/2011, 2011/2012            |
| Iran                       | Puchar Wielkich Mistrzów        | brąz           | 2017                            |
| Iran                       | Puchar Azji                     | złoto          | 2018                            |
| Iran                       | Igrzyska Azjatyckie             | złoto          | 2018                            |
| Iran                       | Mistrzostwa Azji                | złoto          | 2019                            |
| Aluron CMC Warta Zawiercie | Mistrzostwa Polski              | brąz           | 2021/2022                       |